# Jutta Urpilainen
Jutta Pauliina Urpilainen (ur. 4 sierpnia 1975 w Lapui) – fińska polityk, od 2008 do 2014 przewodnicząca Socjaldemokratycznej Partii Finlandii, parlamentarzystka, w latach 2011–2014 wicepremier i minister finansów, od 2019 do 2024 członkini Komisji Europejskiej.

## Życiorys
Jutta Urpilainen urodziła się w prowincji Finlandia Zachodnia. W 2002 została absolwentką pedagogiki na Uniwersytecie w Jyväskylä. W latach 2001–2003 pracowała jako nauczycielka. W tym czasie była też doradcą jednego z fińskich europosłów. W 2001 została przewodniczącą fińskiej filii Młodych Europejskich Federalistów.
W wyborach lokalnych w 1996 uzyskała mandat zastępcy deputowanego w radzie miejskiej Kokkoli, a w 2000 mandat deputowanej. W tym czasie pełniła również funkcję wiceprzewodniczącej międzymiejskiego regionu szpitalnego Keski-Pohjanmaa.
19 marca 2003 uzyskała po raz pierwszy mandat deputowanej do parlamentu fińskiego z okręgu Vaasa z ramienia SDP. W wyborach parlamentarnych w 2007 oraz w 2011 z powodzeniem ubiegała się o reelekcję. Była członkinią Komisji Edukacji i Kultury, Komisji Finansów oraz Komisji Spraw Zagranicznych.
6 czerwca 2008 objęła stanowisko przewodniczącej Socjaldemokratycznej Partii Finlandii, zastępując byłego wicepremiera i ministra finansów, Eero Heinäluomę. W czasie konwencji partyjnej pokonała w drugiej rundzie głosowania byłego ministra spraw zagranicznych, Erkkiego Tuomioję, stosunkiem głosów 218 do 132. W wyborach w kwietniu 2011 SDP pod jej przewodnictwem zajęła drugie miejsce, zdobywając 42 mandaty w parlamencie.
22 czerwca 2011 objęła urząd wicepremiera i ministra finansów w rządzie Jyrkiego Katainena. 9 maja 2014 w wyborach na przewodniczącego socjaldemokratów została pokonana przez Anttiego Rinne, który następnie zastąpił ją na funkcjach rządowych. W 2015 i 2019 Jutta Urpilainen ponownie była wybierana do parlamentu.
W 2019 dołączyła do Komisji Europejskiej kierowanej przez Ursulę von der Leyen (z kadencją od 1 grudnia tegoż roku) jako komisarz do spraw partnerstwa międzynarodowego. W 2024 kandydowała na urząd prezydenta Finlandii, w pierwszej turze wyborów otrzymując 4,3% głosów. Urzędowanie w KE zakończyła w tym samym roku.

## Życie prywatne
Jutta Urpilainen jest zamężna i bezdzietna.